# Andy Caldecott
Pour les articles homonymes, voir Caldecott.
Andy Caldecott (né le 10 août 1964 à Keith en Australie - mort le 9 janvier 2006) était un pilote moto australien. Quatre fois vainqueur de l'Australian Safari de 2001 à 2004, il participe trois fois au Rallye Dakar de 2004 à 2006. Vainqueur de la troisième étape 2006, il meurt le lundi 9 janvier à 12h57, à la suite d'une chute au kilomètre 250 de la spéciale de la 9e étape.
Caldecott est le 23e concurrent ou membre de la caravane du Dakar à trouver la mort depuis la création de l'épreuve en décembre 1978.